# Барабой (Молдова)
Барабой (рум. Baraboi) — село в Дондюшанском районе Молдавии. Относится к сёлам, не образующим коммуну.

## География
Село расположено на высоте 174 метра над уровнем моря.

## Население
По данным переписи населения 2004 года, в селе Барабой проживает 3354 человека (1579 мужчин, 1775 женщин).
Этнический состав села:
| Национальность | Число жителей | Процентный состав |
| -------------- | ------------- | ----------------- |
| молдаване      | 3286          | 97,97             |
| украинцы       | 20            | 0,6               |
| русские        | 17            | 0,51              |
| цыгане         | 14            | 0,42              |
| румыны         | 9             | 0,27              |
| болгары        | 2             | 0,06              |
| поляки         | 1             | 0,03              |
| гагаузы        | 1             | 0,03              |
| прочие         | 4             | 0,12              |
| Всего          | 3354          | 100 %             |

## Инфраструктура
В селе работают 3 детских сада с 130 детьми и 9 воспитателями, 1 лицей с 535 учениками и 42 учителями. Есть кукольный театр, кружок спортивного танца, центр народного танца, два хора, девичий ансамбль «Лакримиоареле», театральный кружок «Маска», спортивные кружки. Работают две библиотеки. В Барабой 14,5 км дорог, из которых асфальтировано 4 км. Газифицировано 670 домов и три бюджетных института (теоретический лицей «Прометей», АО «AgroBaraboieni» и примэрия. К водопроводу подключены 33 дома и лицей.